# Front-end i back-end
Front-end i back-end – początkowe oraz końcowe stadium procesu. Front-end jest odpowiedzialny za pobieranie danych od użytkownika oraz przekazanie ich do back-endu. Następnie back-end na podstawie tych danych wykonuje określone zadanie. Opcjonalnie front-end może pokazać użytkownikowi wyniki otrzymane od back-endu. Często stosowanym tłumaczeniem jest „fasada” i „wnętrze”.

## Oprogramowanie
Terminy front-end i back-end są najczęściej stosowane w tej dziedzinie i zazwyczaj odnoszą się do nakładek zapewniających graficzny lub tekstowy interfejs (front-end) dla aplikacji konsolowych (back-end). Model takiego właśnie rozdzielania aplikacji jest szczególnie popularny pośród oprogramowania dla systemu GNU/Linux jak na przykład:
- www – w przypadku stron www front-endem określa się technologie uruchamiane w przeglądarce takie jak: CSS, JavaScript, HTML, SVG (wyświetlany na stronie) natomiast back-endem określa się skrypty uruchamiane po stronie serwera takie jak CGI (dowolny język), PHP, Ruby on Rails czy Node.js,[1]
- menadżery pakietów – dla dystrybucji Debian menadżer pakietów APT posiada front-end tekstowy: Aptitude i graficzny Synaptic,
- odtwarzacze multimediów – takie jak Kaffeine lub Totem są graficznymi front-endami dla silników multimedialnych: Xine, MPlayer i GStreamer,
- Vim – jest zaawansowanym konsolowym edytorem tekstu, który posiada front-end  graficzny GVim dla środowiska Gnome oraz KVim dla KDE.

Istnieją także inne byty informatyczne, dla których stosuje się terminy front-end, back-end jak na przykład:
- systemy plików – jako front-end dla systemu plików można uznać programy takie jak: Windows Explorer, Nautilus, Norton Commander.
- formaty plików – gdzie na przykład dla plików HTML front-endami są przeglądarki internetowe, a dla plików LaTeX program LyX.

## Electronic Design Automation
W procesie projektowania elementów cyfrowych przy pomocy narzędzi Electronic Design Automation jako front-end można postrzegać schemat logiczny elementu, a jako back-end schemat obwodu drukowanego.

## Systemy CMS
Można się także pokusić o nazwanie Front-Endem i Back-Endem dwóch części każdego systemu (także www), w którym występuje panel administracyjny. Będzie on pełnił funkcje Back-Endu, ponieważ będzie ukryty przed zwykłym użytkownikiem. W takim systemie, zwykły niezalogowany użytkownik, będzie korzystał z Front-Endu. Przykładem może być np. dowolny System zarządzania treścią (CMS) czy nawet Wikipedia, w której edycja jest Back-Endem, a czytanie artykułów Front-Endem. W tym konkretnym przypadku taka aplikacja, będzie miała także drugi poziom obu części wewnątrz aplikacji www, czyli w przypadku Wikipedii MediaWiki.